# رفائيل مارتينهو
رفائيل مارتينهو (22 يناير 1988 بكامبو غراندي في البرازيل - ) هو لاعب كرة قدم برازيلي في مركز الوسط. لعب مع باوليستا ونادي تشيزينا ونادي كاتانيا ونادي كاربي وهيلاس فيرونا وVotoraty Futebol Clube ‏.

## روابط خارجية
- رفائيل مارتينهو على موقع قاعدة بيانات كرة القدم.إي يو (الإنجليزية)
- رفائيل مارتينهو على موقع Soccerway.com (الإنجليزية)
- رفائيل مارتينهو على موقع عالم كرة القدم.نت (الإنجليزية)
- رفائيل مارتينهو على موقع AS.com (الإسبانية)